# Neboglamin
Neboglamine (INN) (razvojno kodno ime CR-2249, XY-2401), ranije poznat kao nebostinel, je pozitivni alosterični modulator glicinskog mesta NMDA receptora koji se istražuje firma Rottapharm za lečenje šizofrenije i zavisnosti od kokaina. On pokazuje efekte poboljšanja kognicije i pamćenja na životinjskim modelima. Prema podacima iz juna 2015. ovaj materijal je u fazi II kliničkih ispitivanja za šizofreniju i zloupotrebu kokaina.

## Spoljašnje veze
- Nebostinel - AdisInsight